# Berthold al V-lea de Zähringen
Berthold al V-lea (n. 1160 – d. 18 februarie 1218, Freiburg im Breisgau) a fost duce de Zähringen de la 1186 până la moarte.
El a succedat tatălui său, Berthold al IV-lea din 1186. La începutul domniei sale, el a redus puterea nobililor din Comitatul Burgundia și s-a instalat în Berner Oberland și în regiunea Lucernei. Drept consecință, el a extins Thun și a întemeiat Berna în 1191, care a devenit punctul expansiunilor sale. Cu toate acestea, în bătălia de la Ulrichen din 1211, el a eșuat în a obține accesul către Valais.
Ca urmare a morții împăratului Henric al VI-lea de Hohenstayufen din 1198, Berthold a fost unul dintre candidații la alegerea noului împărat. El și-a oferit proprii nepoți ca ostateci pe lângă arhiepiscopii electori de Köln și de Trier pentru a dobândi sprijinul acestora. Cu toate acestea, atunci când a sesizat că o majoritate a ales pe candidatul Hohenstaufen Filip de Suabia (anti-rege față de împăratul Otto al IV-lea de Braunschweig din Dinastia Welfilor), Berthold a renunțat la candidatura sa. În schimbul renunțării sale, Berthold a obținut concesii teritoriale în Germania de Sud și în nordul Elveției, consolidând posesiunile casei de Zähringen asupra Ortenau, Breisgau, Schaffhausen, Breisach și abația Tuturor Sfinților din Württemberg. În 1198, Filip de Suabia a plătit și el 3.000 de mărci de argint lui Berthold, pentru a-l determina să renunțe la pretențiile sale.
În același an, Berthold a zdrobit o revoltă a nobililor burgunzi, eveniment care a rămas inscripționat pe poarta Freiburgului.
În 1200, Berthold a început activitatea de extindere a bisericii orașului-parohie Freiburg.
Dinastiei Zähringenilor i s-a pus capăt odată cu moartea lui Berthold din 1218. Ca urmare, posesiunile familiei au fost împărțite între mai mulți nobili, iar Berna a devenit oraș imperial liber.

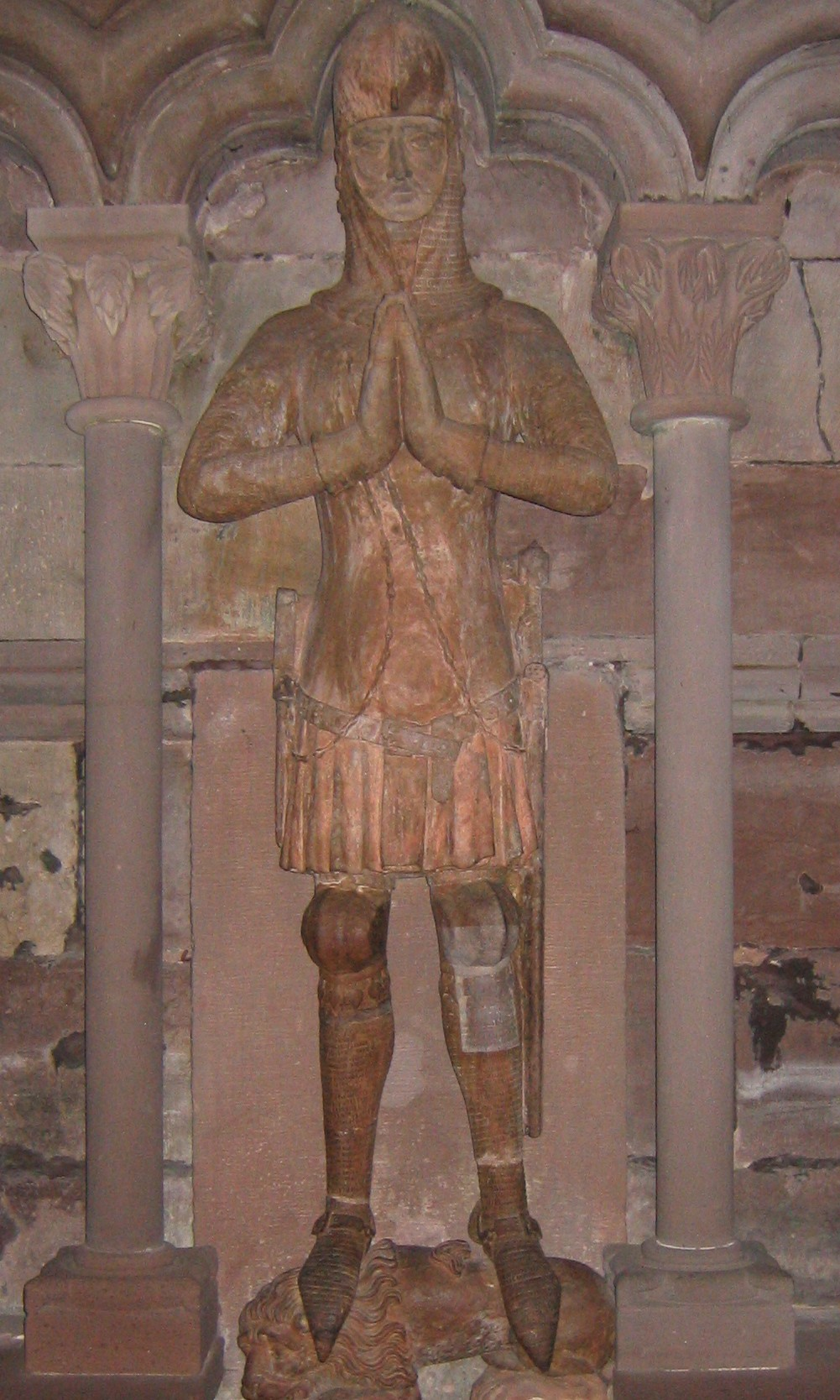
Presupusul mormânt al lui Berthold al V-lea, din Freiburg Minster.